# Coves de l'Aranya
Les coves de l'Aranya són un conjunt de coves post-paleolítiques prop del riu Escalona a Bicorp, municipi del País Valencià.
Les coves són conegudes perquè s'hi troben pintures rupestres representant una cacera de cabres i una escena d'una figura humana, la recol·lectora de mel, pujant per lianes per obtenir mel d'abelles silvestres. Les coves van ser descobertes a inicis del segle xx per un professor local.
Des de 1998, formen part de l'Art rupestre de l'Arc Mediterrani de la Península Ibèrica, dins la declaració de Patrimoni de la Humanitat:
- Abric I, amb el codi 874-394 de Patrimoni de la Humanitat. Hi conté 9 figures antropomorfes i zoomorfes.
- Abric II, amb el codi 874-396. Hi conté 51 figures antropomorfes i zoomorfes.
- Abric III, amb el codi 874-397. Hi conté 63 figures antropomorfes i zoomorfes.